# DownBeat
DownBeat is een Amerikaans jazztijdschrift met de wereldwijd grootste oplage en het eerste tijdschrift in dit muziekgenre. Het werd voor de eerste keer uitgegeven in juli 1934 in Chicago door de verzekeringsvertegenwoordiger Albert J. Lipschultz, die muzikanten uit Chicago naast verzekeringen ook pensioenverzekeringen aanbood en verschijnt sinds april 1979 weer in maandelijkse afleveringen. Vanaf het begin werd een 'Readers Poll' uitgeschreven voor de beste muzikanten. Sinds 1953 bestaat er ook een 'Critics Poll' voor alle instrumenten en specialismen. Deze onderscheidingen tellen tot de belangrijkste prijzen in de jazzwereld.

## Geschiedenis
De titel DownBeat heeft betrekking op de eerste beklemtoonde teltijd van een takt, die door de dirigent of orkestleider verticaal naar beneden wordt geslagen. De eerste uitgave omvatte acht pagina's en kostte tien cent. De belangrijkste concurrent van DownBeat was het jazztijdschrift Metronome. Aanvankelijk verscheen het blad maandelijks, vanaf 1939 twee keer per maand, telkens op de eerste en vijftiende dag. Van januari 1946 tot april 1979 werd om de twee weken een uitgave gepubliceerd.
De invloedrijke voorzitter van de muzikantenvakbond James C. Petrillo dwong Lipschultz in 1934 om ofwel alleen verzekeringspolissen aan de muzikanten te verkopen ofwel een jazztijdschrift uit te geven, maar niet beide gelijktijdig. Lipschultz verkocht derhalve het blad aan Carl Cons en aan de voormalige saxofonist Glenn Burrs voor 873 $ in november 1934. De beide uitgevers Cons en Burrs representeerden als waarden en doelen progressieve New-Deal-idealen.
In 1950 werd John Maher uitgever van het tijdschrift. Toen deze in 1968 overleed, kon zijn zoon Jack Maher (1925-2003) het blad alleen door de inzet van zijn totale eigen kapitaal in het bezit van de familie houden. Daardoor bewaarde hij het tijdschrift voor een overname door de bekende jazzvriend en Playboy-uitgever Hugh Hefner. Maher jr. presenteerde per omgaande een nieuwe publicatiepolitiek. Hij presenteerde nu zonder beperkingen zwarte muzikanten op de DownBeat-cover en nam prominente muziekcritici als Leonard Feather, Nat Hentoff, Dan Morgenstern, Ralph J. Gleason en Ira Gitler in dienst, die weer tegenover de moderne jazz zeer ontvankelijk waren. De huidige uitgever is de jarenlange DownBeat-redacteur Frank Alkyer.
Sinds 1936 publiceerde het tijdschrift enquetes onder hun lezers over de populairste jazzmuzikanten naar specialisme, de 'DownBeat Reader Polls', zoals ook andere latere jazztijdschriften, zoals Metronome van 1939 tot 1961 en het Swing Journal. Ze waren en zijn in het bijzonder van grote betekenis voor het jazzcircuit in de Verenigde Staten. Vanaf 1953 volgden 'DownBeat Critics Polls', waarbij de selectie bijvoorbeeld midden jaren 1970 door ongeveer 50 critici wereldwijd werd getroffen en in 2010 door 84 critici. Ze selecteerden in de categorieën 'Established Talent' en 'New Star' (vanaf 1963 'Talent deserving wider recognition').
Een regelmatige inzending is de 'Blindfold Test', waarin jazzmuzikanten opnamen moesten beoordelen (en de deelnemende muzikanten moesten raden) zonder de muzikanten te benoemen.

## DownBeat Lifetime Achievement Award
- 1981 John Hammond
- 1982 George Wein
- 1983 Leonard Feather
- 1984 Billy Taylor
- 1985 Lawrence Berk
- 1986 Orrin Keepnews
- 1987 David Baker
- 1988 John Conyers jr.
- 1989 Norman Granz
- 1990 Rudy Van Gelder
- 1991 Bill Cosby
- 1992 Rich Matteson
- 1993 Gunther Schuller
- 1994 Marian McPartland
- 1995 Willis Conover
- 1996 Chuck Suber (Charles Suber, was van 1953 tot 1982 bij DownBeat, waar hij columnist was, bovendien onderwees hij aan het Columbia College Chicago)
- 1997 William P. Gottlieb
- 1998 Bruce Lundvall
- 1999 Sheldon Meyer (1926–2006, lector bij Oxford University Press voor het studievak geschiedenis, daar verschenen talrijke jazzboeken)
- 2000 George Avakian
- 2001 Milt Gabler
- 2002
- 2003
- 2004
- 2005 Jim Warrick (jazzpedagoog, New Trier High School)
- 2006 Claude Nobs
- 2007 Dan Morgenstern
- 2008
- 2009
- 2010 Manfred Eicher

## DownBeat Jazz Hall of Fame
Publiekskeuze indien niet anders aangegeven, criticikeuze pas vanaf 1961. Vanaf 2010 completeerde een 'Veteran Committee' verdere muzikanten (apart genoemd). Officieel domicilie is de City Jazz Club van Universal Studios in Orlando (Florida).
- 1952: Louis Armstrong
- 1953: Glenn Miller
- 1954: Stan Kenton
- 1955: Charlie Parker
- 1956: Duke Ellington
- 1957: Benny Goodman
- 1958: Count Basie
- 1959: Lester Young
- 1960: Dizzy Gillespie
- 1961: Billie Holiday, Coleman Hawkins (criticus)
- 1962: Miles Davis, Bix Beiderbecke (criticus)
- 1963: Thelonious Monk, Jelly Roll Morton (criticus)
- 1964: Eric Dolphy, Art Tatum (criticus)
- 1965: John Coltrane, Earl Hines (criticus)
- 1966: Bud Powell, Charlie Christian (criticus)
- 1967: Billy Strayhorn, Bessie Smith (criticus)
- 1968: Wes Montgomery, Sidney Bechet, Fats Waller (criticus)
- 1969: Ornette Coleman, Pee Wee Russell, Jack Teagarden (criticus)
- 1970: Jimi Hendrix, Johnny Hodges (criticus)
- 1971: Charles Mingus, Roy Eldridge, Django Reinhardt (criticus)
- 1972: Gene Krupa, Clifford Brown (criticus)
- 1973: Sonny Rollins, Fletcher Henderson (criticus)
- 1974: Buddy Rich, Ben Webster (criticus)
- 1975: Cannonball Adderley, Cecil Taylor (criticus)
- 1976: Woody Herman, King Oliver (criticus)
- 1977: Paul Desmond, Benny Carter (criticus)
- 1978: Joe Venuti, Rahsaan Roland Kirk (criticus)
- 1979: Ella Fitzgerald, Lennie Tristano (criticus)
- 1980: Dexter Gordon, Max Roach (criticus)
- 1981: Art Blakey, Bill Evans (criticus)
- 1982: Art Pepper, Fats Navarro (criticus)
- 1983: Stéphane Grappelli, Albert Ayler (criticus)
- 1984: Oscar Peterson, Sun Ra (criticus)
- 1985: Sarah Vaughan, Zoot Sims (criticus)
- 1986: Stan Getz, Gil Evans (criticus)
- 1987: Lionel Hampton, Johnny Dodds, Thad Jones, Teddy Wilson (criticus)
- 1988: Jaco Pastorius, Kenny Clarke (criticus)
- 1989: Woody Shaw, Chet Baker (criticus)
- 1990: Red Rodney, Mary Lou Williams (criticus)
- 1991: Lee Morgan, John Carter (criticus)
- 1992: Maynard Ferguson, James P. Johnson (criticus)
- 1993: Gerry Mulligan, Ed Blackwell (criticus)
- 1994: Dave Brubeck, Frank Zappa (criticus)
- 1995: J.J. Johnson, Julius Hemphill (criticus)
- 1996: Horace Silver, Artie Shaw (criticus)
- 1997: Nat King Cole, Tony Williams (criticus)
- 1998: Frank Sinatra, Elvin Jones (criticus)
- 1999: Milt Jackson, Betty Carter (criticus)
- 2000: Clark Terry, Lester Bowie (criticus)
- 2001: Joe Henderson, Milt Hinton (criticus)
- 2002: Antônio Carlos Jobim, John Lewis (criticus)
- 2003: Ray Brown, Wayne Shorter (criticus)
- 2004: McCoy Tyner, Roy Haynes (criticus)
- 2005: Herbie Hancock, Steve Lacy (criticus)
- 2006: Jimmy Smith, Jackie McLean (criticus)
- 2007: Michael Brecker, Andrew Hill (criticus)
- 2008: Keith Jarrett, Joe Zawinul (criticus)
- 2009: Freddie Hubbard, Hank Jones (criticus)
- 2010: Muhal Richard Abrams, Chick Corea (criticus)
- 2011: Ahmad Jamal, Abbey Lincoln (criticus)
- 2012: Ron Carter, Paul Motian (criticus)
- 2013: Pat Metheny, Charlie Haden (criticus)
- 2014: B.B. King, Jim Hall (criticus)
- 2015: Tony Bennett, Lee Konitz (criticus)
- 2016: Phil Woods, Randy Weston (criticus)
- 2017: Wynton Marsalis, Don Cherry (criticus)
- 2018: Ray Charles (Readers Poll), Benny Golson

Veteran Committee verkiezing:
- 2008: Jo Jones, Jimmie Lunceford, Erroll Garner, Harry Carney, Jimmy Blanton
- 2009: Oscar Pettiford, Tadd Dameron
- 2010: Baby Dodds, Chick Webb, Philly Joe Jones, Billy Eckstine
- 2011: Paul Chambers
- 2012: Gene Ammons, Sonny Stitt
- 2013: Robert Johnson,
- 2014: Dinah Washington, Bing Crosby
- 2015: Muddy Waters
- 2016: Hoagy Carmichael
- 2017: Herbie Nichols, George Gershwin, Eubie Blake
- 2018: Marian McPartland